# Don't ask, don't tell

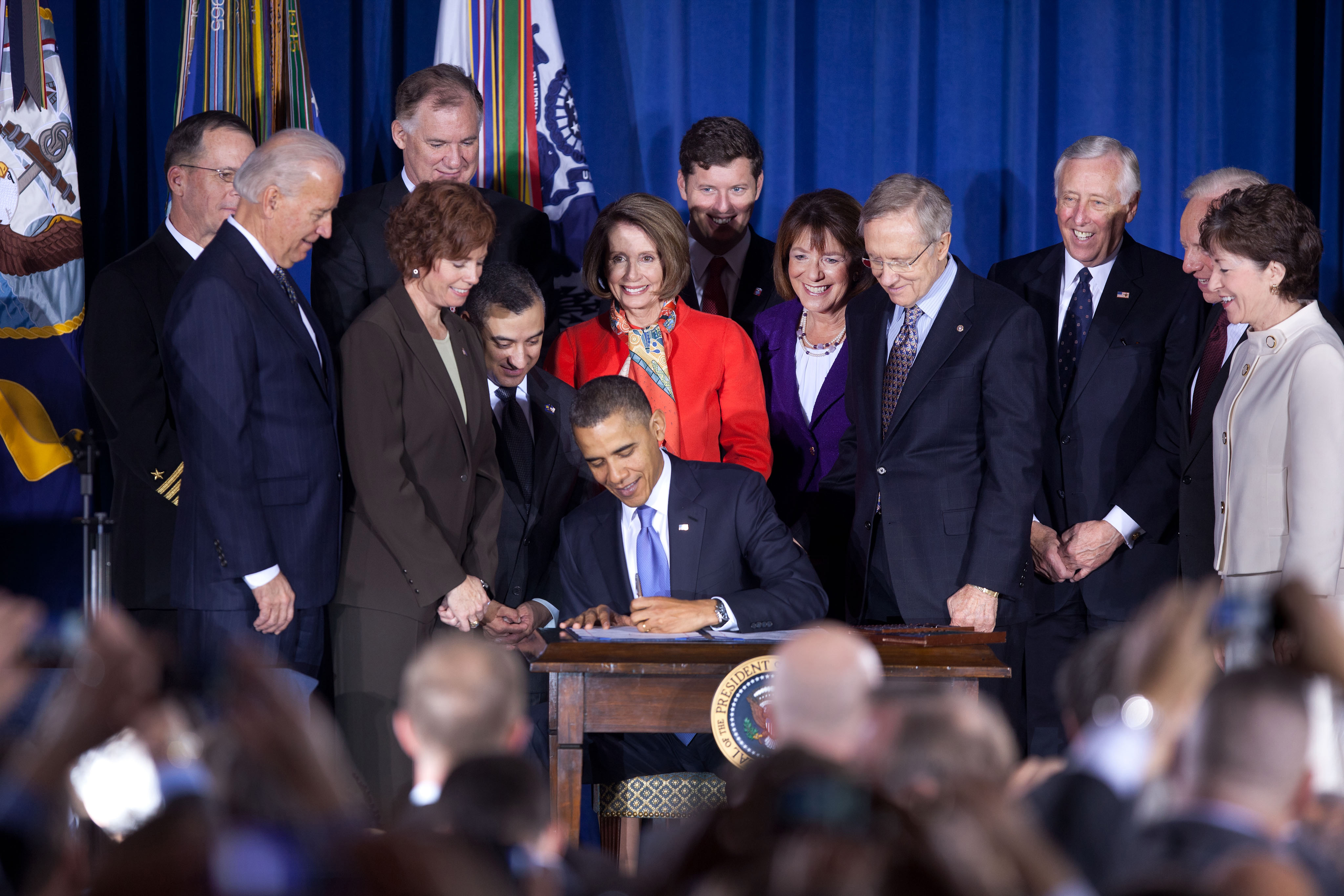
오바마 미 대통령이 Don't ask, don't tell 폐지 법률에 서명하고 있다.

Don't ask, don't tell(DADT, 한국어: 묻지도 말하지도 말라)은 1993년 12월 21일부터 2011년 9월 20일까지 시행된 미국 성소수자의 군 복무와 관련된 제도이다. 당초 성소수자의 미군 복무를 허용하려는 취지에서 1993년에 도입했으나, 커밍아웃한 성소수자를 강제로 전역시키는 데도 쓰였다. 2011년 폐지된 이후에는 공개적으로 커밍아웃한 성소수자도 차별 없이 군에서 복무할 수 있게 되었다.

## 연혁
- 1992년 빌 클린턴 미국 대통령 후보가 선거공약에 "누구든 성적 지향과 무관하게 군 복무를 할 수 있도록 허용"(to allow all citizens to serve in the military regardless of sexual orientation)한다는 내용이 있었다.
- 1993년 빌 클린턴 대통령이 이를 정책으로 추진하자, 미국 의회는 오히려 기존 금지 정책을 격상하여 연방 법률로 제정하려는 반격을 했다. 이에 빌 클린턴 대통령은 입대 지원자에게 성 정체성에 대해 묻지 못하게 하겠다는 타협안을 제시했다. 그것이 국방부 지침(Department of Defense Directive) 1304.26호로 발령되었다.[1] 이를 "Don't Ask, Don't Tell, Don't Pursue"로 표현했는데, 그 후 "Don't ask, don't tell"로 표현이 간결해졌다.
- 이 지침으로 인해 성소수자도 군 복무를 할 수 있게 되었으나, 다른 한편으로 자신이 성소수자임을 밝히면 군을 떠나야 하는 제약이 있었다. 이로 인하여 성소수자를 억압하는 제도라는 비판에 직면했다.
- 2010년 12월 18일 미국 상원은 이를 폐기하는 법안을 65 대 31로 가결했고, 2010년 12월 22일 버락 오바마 대통령이 그에 서명했다.
- 2011년 7월 22일 버락 오바마 대통령은 DADT가 종결되도록 하는 내용으로 DADT 폐기 법안을 승인하여 국회로 보냈다. 그리고 2011년 9월 20일 이후에는 DADT로 인해 전역했던 전직 군인들이 다시 입대 신청을 할 수 있게 되었다.[2]

## 같이 보기
- 동성애
- 나라별 법률에 따른 성소수자의 권리
- 섹션 8 (군사)